# Innovator (Kartoffel)
Die Kartoffelsorte Innovator ging aus einer Kreuzung von Shepody mit RZ-84-2580 hervor und ist seit dem Jahr 2002 auf der Schweizerischen Sortenliste aufgeführt. Diese Sorte gehört zu den mittelfrühen bis späten Sorten. Die Knollen haben eine langovale Form mit flachen Augen. Die Farbe des Fruchtfleisches ist hellgelb und pro Staude findet man 7–10 Knollen. Trotz dieser eher geringen Anzahl, kann man mit der Sorte Innovator einen hohen Ertrag erzielen, da die Knollen extrem groß sind. Diese werden in aller Regel auch für die Produktion von Pommes frites gebraucht. Innovator weist sowohl gegen die Kraut- als auch gegen die Knollenfäule eine gute Resistenz auf.  Innovator ist gegenüber den meisten typischen Kartoffelkrankheiten immun. Zu beachten ist, dass manche Literaturquellen von dem Einsatz des Herbizidwirkstoffs Metribuzin sowohl in Vorauflauf als auch in Nachauflaufbehandlungen abraten.